# Heemskerk
Heemskerk es un municipio y localidad de la provincia de Holanda Septentrional, en los Países Bajos.

## Política
El ayuntamiento de Heemskerk posee 25 escaños, repartidos de la siguiente forma: 
- PvdA (8 escaños).
- CDA (6 escaños).
- VVD (5 escaños).
- Izquierda Verde (Países Bajos) (2 escaños).
- Heemskerk Anders (2 escaños).
- D66 (1 escaño).
- Fractie Vervest (1 escaño).